# Smečenská rokle
Přírodní památka Smečenská rokle je několik desítek metrů hluboké ostře zaříznuté údolí, které na svém horním toku vyhloubil Svinařovský potok v opukové náhorní plošině Džbán. Nachází se na západě okresu Kladno na severozápadě Středočeského kraje, přibližně 2,5 km jihozápadně od města Smečna a 7 km severozápadně od statutárního města Kladna.
Předmětem ochrany je přirozený geologický profil tvořený křídovými sedimenty – opukami džbánského typu. Strmé stěny rokle neumožnily odlesnění území za účelem hospodářského využití. Na území přírodní památky se díky tomu zachovaly suťové lesy z větší části s přirozenou skladbou všech lesních pater. Území přírodní památky je ale poznamenáno výskytem invazních rostlin, a to především trnovníku akátu a křídlatky japonské.
Smečenská rokle leží v nadmořské výšce 400 metrů nad mořem, celková rozloha je přibližně 6 hektarů. Kaňon rokle je navštěvován geologickými exkurzemi nebo pěšími turisty.

## Poloha
Smečenská rokle je hluboká erozní rokle, kterou protéká Svinařovský potok. Nachází se 2 kilometry jihozápadně od Smečna směrem na Kačici. Leží mezi 372 a 416 metry nad mořem, přičemž celé území se svažuje k východu. Rozloha chráněného území byla vyměřena na 6,03 hektarů. Přírodní památka je na západě ohraničena silnicí vedoucí ze Smečna do Kačice, na východě tvoří hranici lesní pěšina, původní historická stezka, vedoucí k usedlosti Ovčín.

## Historie
Na historických mapách a snímcích je oblast přírodní památky vždy označována nebo zobrazována jako zarostlá lesem – důvodem jsou příkré skalnaté svahy rokle, které znemožnily zemědělské využití území. Přítomnost bývalé zemědělské usedlosti Ovčín podporuje myšlenku, že na území rokle dříve probíhala lesní pastva. Na jižní straně rokle byly zaznamenány pozůstatky aleje – dnes v podobě dožívajících starých dubů a lip. Strmé svahy rokle nedovolily ani přeměnu lesa na hospodářský porost, proto zde najdeme poměrně zachovalé suťové lesy.
Smečenská rokle byla vyhlášena chráněným přírodním výtvorem Okresním národním výborem v Kladně v roce 1987 dle zákona č. 40/1956 Sb., o státní ochraně přírody. Národní výbor tehdy vymezil i Cikánský dolík a Pašijovou drahu v rámci obecně závazného nařízení o zvláštní ochraně území v okresu Kladno. Posláním chráněného území Smečenská rokle je ochrana regionálně významného přirozeného geologického profilu džbánské křídy (až po hranici s karbonskými sedimenty) s bohatou kalcifilní květenou.
Chráněné přírodní výtvory byly prohlášeny za přírodní památky (pokud nebylo stanoveno jinak) zákonem č. 114/1992 Sb., o ochraně přírody a krajiny.

## Přírodní poměry

### Geologie
Smečenská rokle je hluboká přibližně 7 metrů a široká až 4 metry. Svislé stěny rokle se od sebe postupně vzdalují a rokle se rozšiřuje a zařezává do okolního terénu, až vytváří dojem kaňonu.
V rokli je odkryt úplný profil křídových sedimentů džbánského typu regionálního významu. V rámci přirozeného geologického profilu ve strmém svahu najdeme bělohorské souvrství charakterizované střídáním džbánských opuk různého typu křídového stupně turon. Opuky džbánského typu tvoří písčité slínovce a spongilitické jílovce, místy silicifikované. Jsou uloženy subhorizontálně, pozorovat můžeme typickou deskovitou odlučnost. Obsahují menší množství fosilních dokladů ze spodního turonu.
Na bázi profilu (při dně údolí a v jeho severní části) se nachází pískovce perucansko-korycanského souvrství křídového stupně cenoman. Nejspodnější vrstvu by měly tvořit karbonské uloženiny – hrubozrnné pískovce a slepence, které na dně rokle vytváří nízké skalky. Kvartérní nivní sedimenty (hlína, štěrk, písek) jsou charakteristické pro dno rokle, respektive pro koryto Svinařovského potoka, kde se mísí se sutí z džbánských opuk.
Geologický profil Smečenské rokle je součástí velkého sedimentačního prostoru České křídové pánve, respektive její části – kladenské plošiny.

### Geomorfologie
Území přírodní památky spadá do provincie Česká vysočina a je součástí Loděnické pahorkatiny.

### Hydrologie
V jihozápadní části Smečenské rokle pramení Svinařovský potok, jehož erozní činností byla rokle vytvořena. V současné době má však charakter sezonně vytvářených tůněk oddělených sedimenty potoka. V rámci dna rokle mění potok často své koryto z důvodu nakupení vlastních nánosů. Za Smečenskou roklí se potok dostává do obce Svinařov, kde se stéká s Libušínským potokem. Ve Třebichovicích se stává přítokem Knovízského potoka. V rámci džbánské plošiny, jejíž součástí je i Smečenská rokle, vyvěrá mnoho pramenů. Kromě již zmíněných Svinařovského nebo Knovízského potoka, jsou to i Drnecký nebo Šternberský potok.

### Pedologie
V oblasti přírodní památky se vyskytuje rozmanitá směs půd od pararendzin po kambizemě.

### Podnebí
Smečenská rokle se nachází v mírně teplé oblasti, ve vegetačním období můžeme očekávat 350 – 400 mm srážek. Průměrná teplota v lednu se pohybuje mezi -2° C a -3° C, průměrná teplota v červenci dosahuje 17 až 18° C. 

### Flora
V přírodní památce převažují rostliny lesního biotopu, oproti okolí Smečenské rokle, které bylo odlesněno a poznamenáno intenzivní zemědělskou činností.  Na svazích rokle rostou suťové lesy, na jejím dně převažuje lesní mokřadní vegetace s dominující olší lepkavou (Alnus glutinosa), ve východní části u potoka převažuje jasan ztepilý (Fraxinus excelsior). Okraj chráněného území lemují křovinná společenstva. Celý lesní biotop je ovlivněn lidskou činností, ať už výskytem druhů nepůvodních v těchto oblastech jako smrk ztepilý (Picea abies), borovice (Pinus sp.), modřín opadavý (Larix decidua) či jírovec maďal (Aesculus hippocastanum), nebo i invazních druhů – například trnovník akát (Robinia pseudoacacia) nebo javor jasanolistý (Acer negundo).
Společenstvo stromového patra suťového lesa tvoří javor klen (Acer pseudoplatanus), javor mléč (Acer platanoides), dub letní (Quercus robur), buk lesní (Fagus sylvatica), habr obecný (Carpinus betulus) a z jehličnanů smrk ztepilý (Picea abies) a modřín opadavý (Larix decidua). Z keřů můžeme zmínit hlohy (Crataegus sp.), lísku obecnou (Corylus avellana), rybíz alpínský (Ribes alpinum), bez černý (Sambucus nigra), zimolez obecný (Lonicera xylosteum) nebo brslen evropský (Euonymus europaeus). Bylinný podrost rostoucí v rokli zahrnuje například bažanku vytrvalou (Mercurialis perennis), samorostlík klasnatý (Actaea spicata), papratku samičí (Athyrium filix-femina), vrbovku horskou (Epilobium montanum), pitulník žlutý (Galeobdolon luteum), hrachor jarní (Lathyrus vernus), šťavel kyselý (Oxalis acetosella) nebo kopřivu dvoudomou (Urtica dioica).
Za zmínku stojí druhy, které jsou uvedeny v Červeném seznamu cévnatých rostlin ČR, jde o jmelí bílé borovicové (Viscum album subsp. austriacum) a jilm habrolistý (Ulmus minor), které jsou zařazeny do kategorie druhů vyžadujících další pozornost – druhy méně ohrožené, a violku trojbarevnou (Viola tricolor) v rámci kategorie druhů vyžadujících další pozornost – dosud nedostatečně prostudované. Uváděn bývá i výskyt ohroženého druhu lociky vytrvalé (Lactuca perennis).

### Fauna
Z obojživelníků zde žije mlok skvrnitý (Salamandra salamandra), jehož populace by se měla množit v tůňkách Svinařovského potoka. Dále je to skokan hnědý (Rana temporaria), skokan štíhlý (Rana dalmatina) a ropucha obecná (Bufo bufo).
Mezi zaznamenané ptáky patří jestřáb lesní (Accipiter gentilis), racek chechtavý (Chroicocephalus ridibundus) a koroptev polní (Perdix perdix). Dále i běžní lesní ptáci – sýkora koňadra (Parus major), sýkora modřinka (Parus caeruleus), strakapoud velký (Dendrocopos major) nebo i sýkora uhelníček (Parus ater), brhlík lesní (Sitta europaea) či dlask tlustozobý (Coccothraustes coccothraustes).
Ze savců můžeme jmenovat veverku obecnou (Sciurus vulgaris), norníka rudého (Clethrionomys glareolus) nebo jezevce lesního (Meles meles).
Z bezobratlých stojí za zmínku srpice ouškatá (Panorpa hybrida), mezi motýly můžeme zmínit okáče prosíčkového (Aphantopus hyperantus) nebo běláska řepkového (Pieris rapae), z pavouků jmenujme běžníka zeleného (Diaea dorsata) a plachetnatku smrkovou (Neriene emphana).
Plži patří mezi neprozkoumanější skupiny živočichů na území přírodní památky, byla zde nalezena vřetenatka mnohozubá (Laciniaria plicata), vřetenatka obecná (Alinda biplicata) a vřetenatka hladká (Cochlodina laminata), dále vrásenka okrouhlá (Discus rotundatus), hlemýžď zahradní (Helix pomatia), skelnatka drnová (Oxychilus cellarius) a trojlaločka pyskatá (Helicodota obvoluta).

## Ochrana a management
V přírodní památce nebylo nutné provádět cílené ochranářské zásahy až na likvidaci invazní křídlatky japonské (Reynoutria japonica). Výskyt dalších invazních druhů – trnovníku akátu (Robinia pseudoacacia) a javoru jasanolistého (Acer negundo) – je v současné době potřeba řešit v rámci lesnických prací a postupně eliminovat jejich výskyt. Plán péče u akátu doporučuje metodu kroužkování, kdy se odstraní pás kůry široký cca 25 cm po obvodu kmene do hloubky asi 2 cm. Dále se doporučuje využití herbicidů na pařezy a vyřezávání výmladků v srpnu a září. Pro likvidaci křídlatky je vhodné na začátku a na konci sezóny aplikovat herbicid, regenerující výhony je ideální přerušit přerytím.
Nadále by se také mělo pravidelně provádět vyřezávání náletových dřevin z horního okraje geologického profilu, který je hlavním předmětem ochrany území. Celková snaha by měla vést k zachování přirozené druhové skladby smíšeného lesního porostu včetně zastoupení mrtvého a odumírajícího dřeva, staré duby (případně buky a lípy) je tedy nejlepší nechat na dožití a zároveň podporovat porost v jeho přirozeném zmlazování.
Smečenská rokle je ohrožena výskytem černých skládek nejen organického odpadu, a to hlavně v části přilehlé k silnici. Dalším ohrožením je splach pesticidů a chemikálií z intenzivního hnojení, jelikož je rokle nejnižším bodem v okolní zemědělsky využívané krajině s propustným podložím. Také by z tohoto důvodu mělo být omezeno solení přilehlých silnic.
Přírodní památka je součástí většího chráněného celku – Přírodního parku Džbán.

## Turismus
Smečenská rokle je přístupná pouze po turisticky neznačených pěších cestách. Skrz rokli nevede ani značená cyklotrasa. Nicméně přírodní památka může být atraktivním cílem pěších turistů, cykloturistů i houbařů. Některé části rokle jsou však hůře schůdné kvůli opukové suti opadávající ze strmých stěn kaňonu. Ke vstupu do rokle lze dojet po silnici 236 spojující Smečno a Kačici. Nejbližší autobusové zastávky Smečno, Ovčín a Smečno, Na Kopaninách leží 300, respektive 400 metrů od vstupů do rokle.
V morfologicky členěné erozní rokli můžeme pozorovat rozsáhlý odkryv křídových sedimentů, který je ideální jako cíl geologických exkurzí. Při západní přístupové cestě byla krajským úřadem zhotovena menší informační tabule.

## Galerie

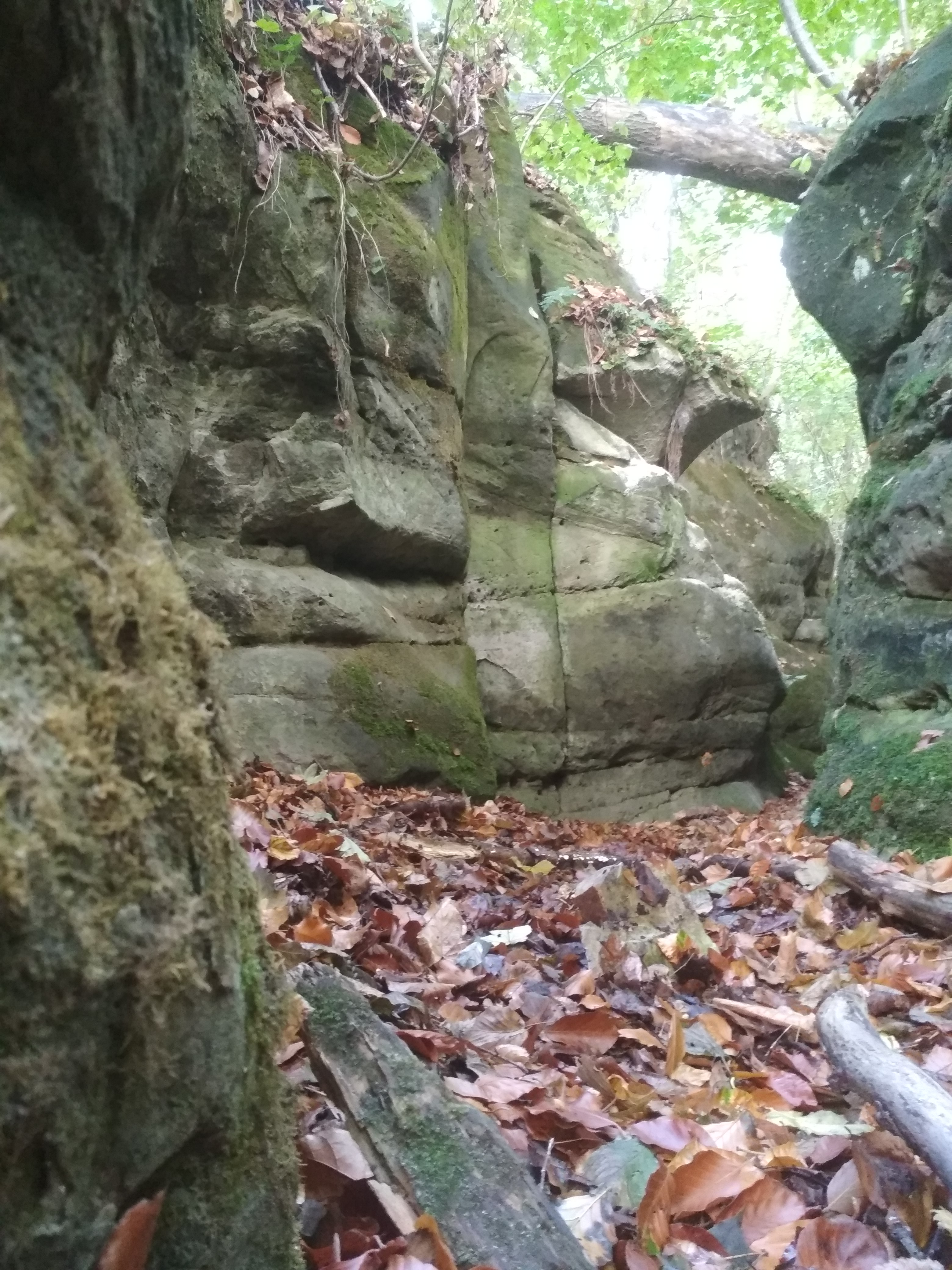
Pískovce perucko-korycanského souvrství tvořící kaňon v dolní části Smečenské rokle
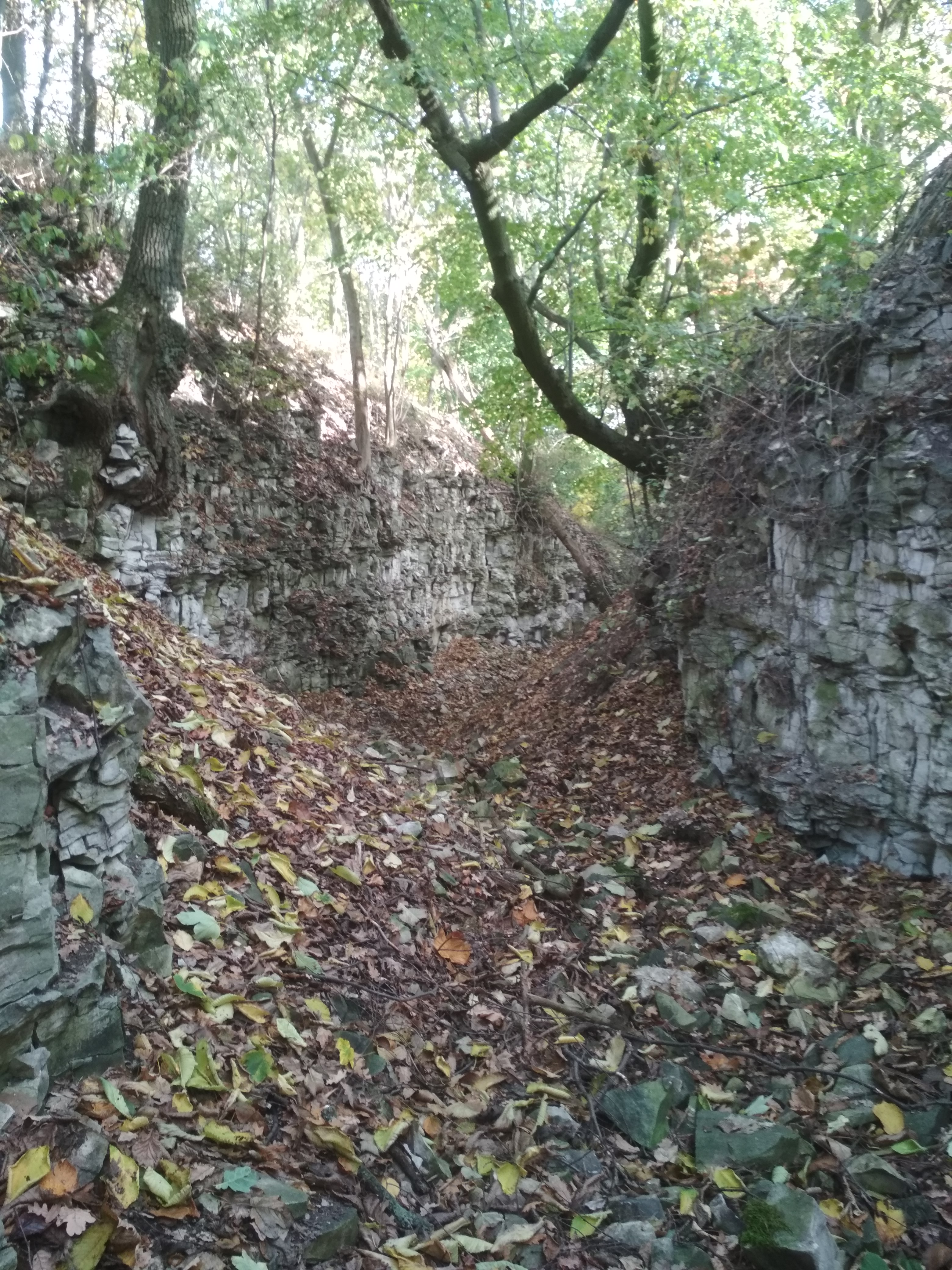
V horní části rokle stěny tvoří opuky bělohorského souvrství
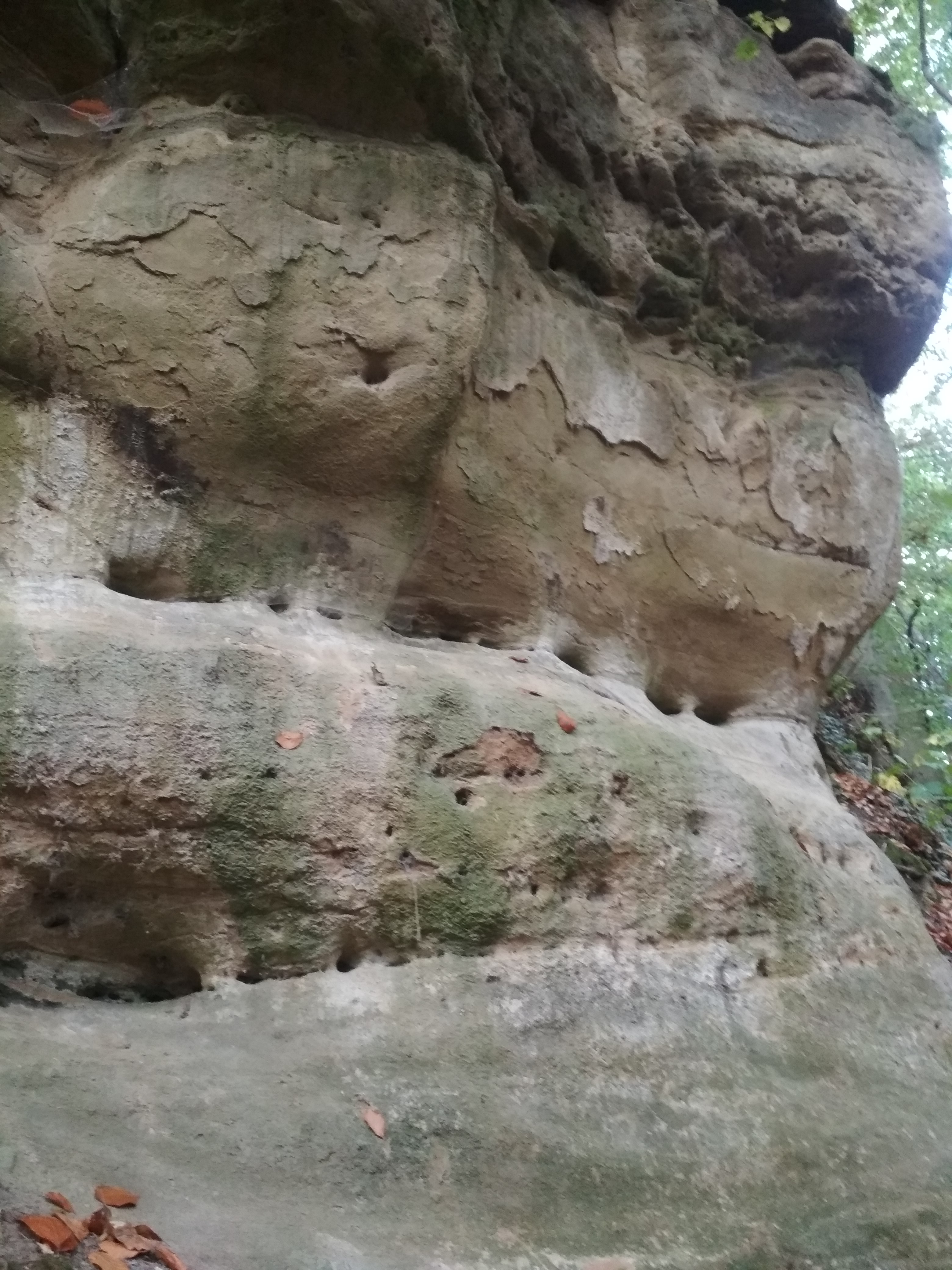
Pískovce perucko-korycanského souvrství v detailnějším pohledu
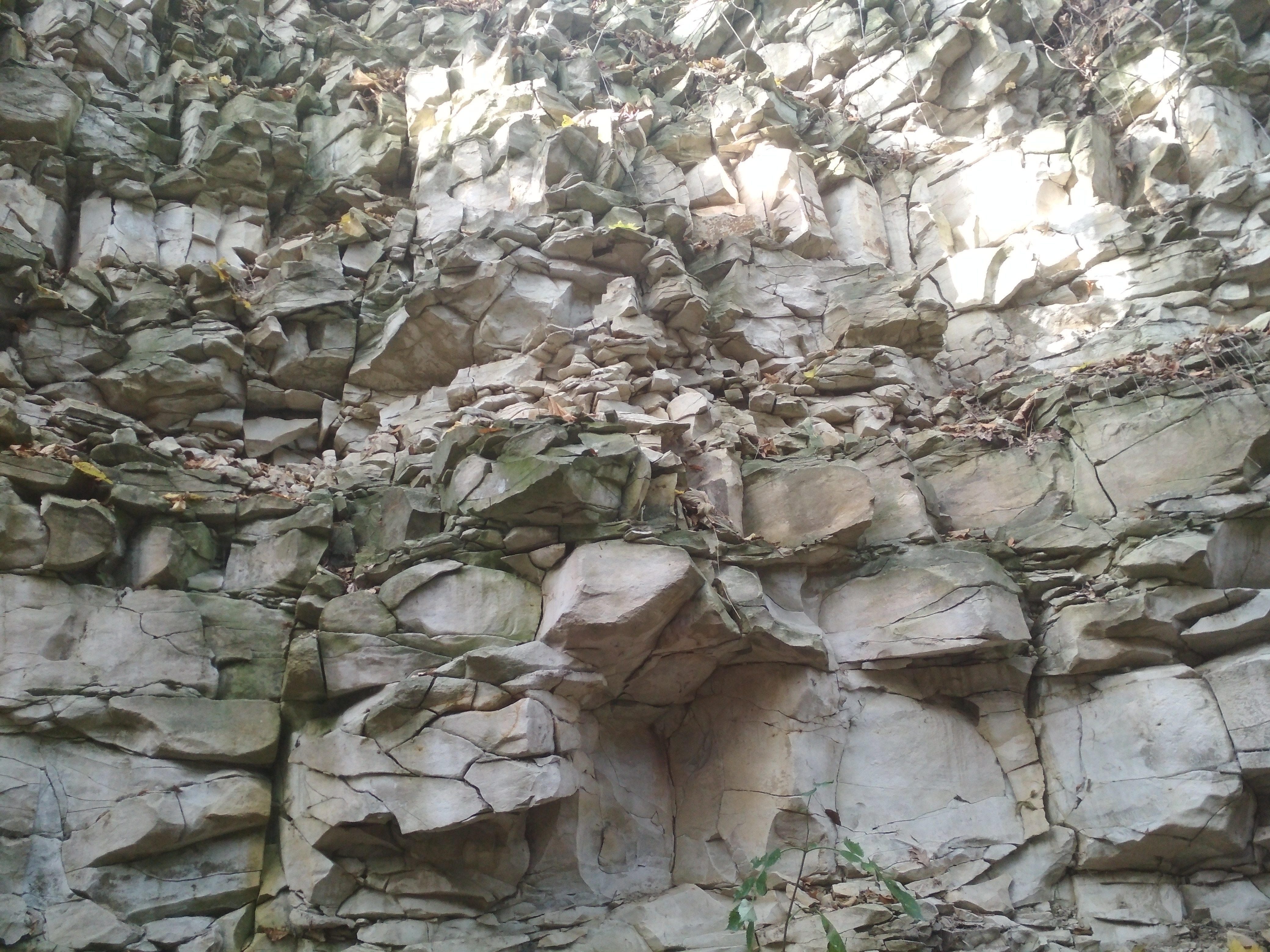
Detailní pohled na opuky džbánského typu bělohorského souvrství
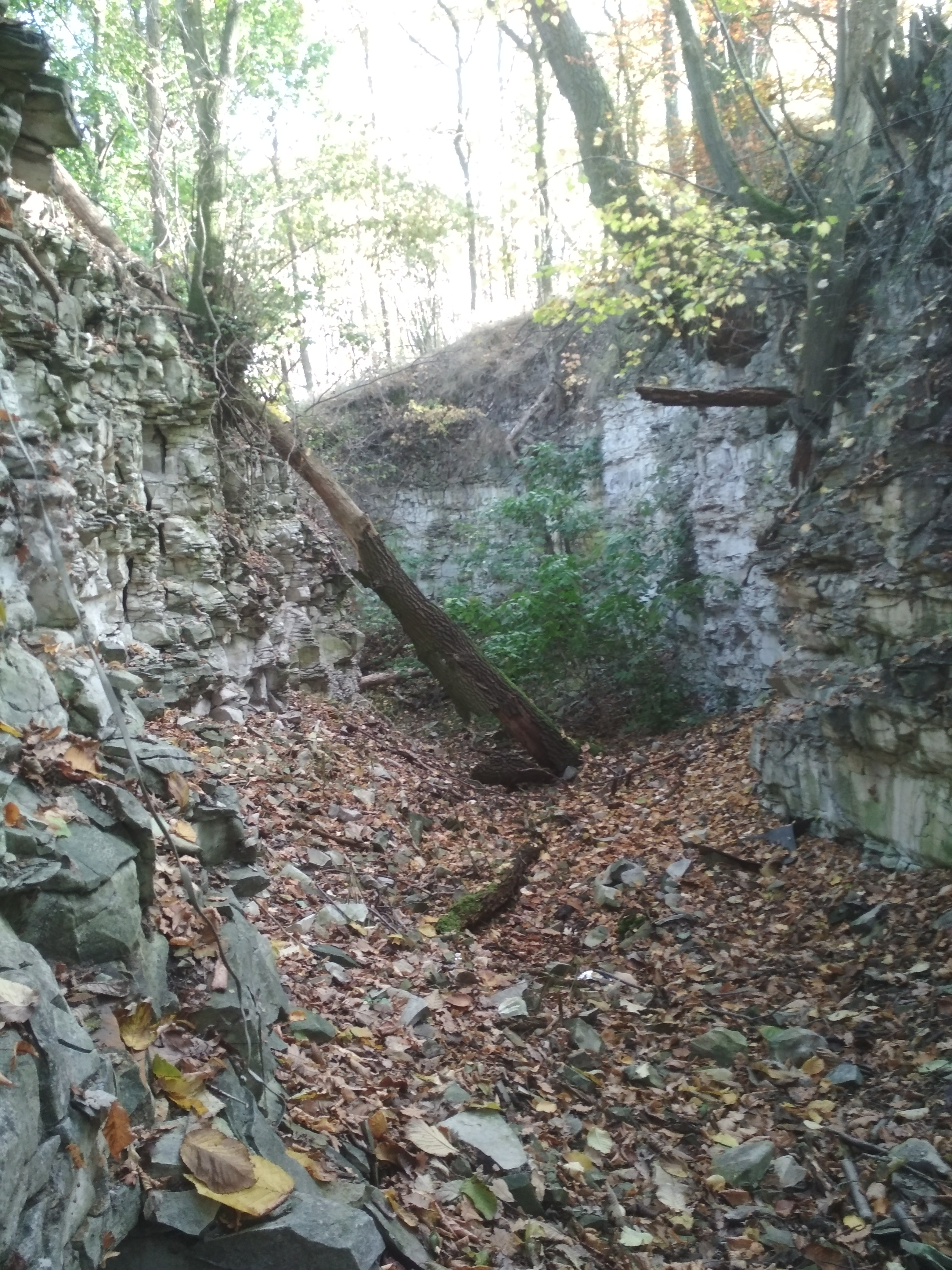
Stěny rokle jsou v některých místech až 7 metrů vysoké
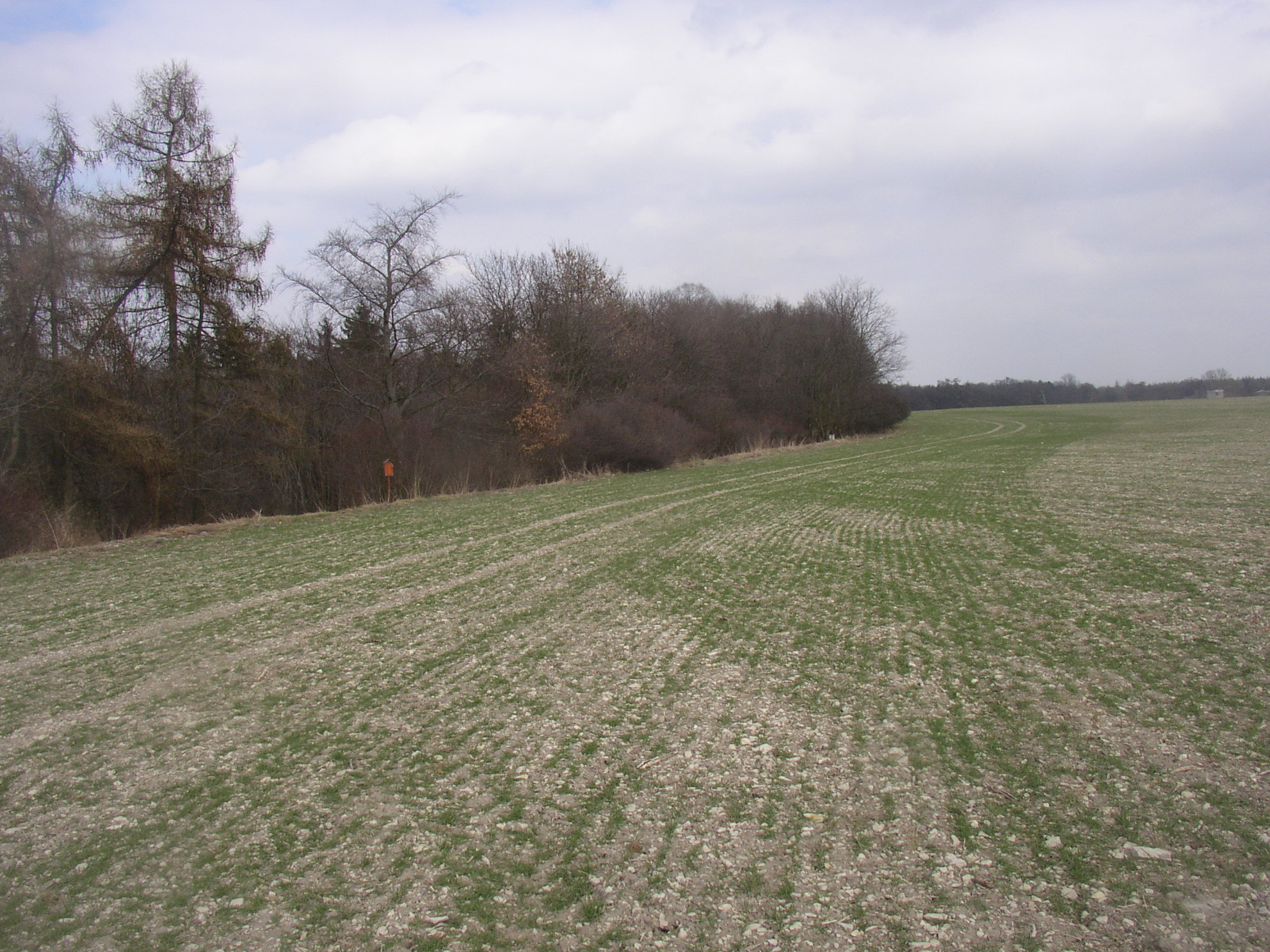
Pohled na jihovýchodní okraj PP z přilehlého pole. Okolní téměř rovná planina ostře kontrastuje se strmými svahy rokle, v něž během několika kroků přechází. Opukový charakter podloží je dobře patrný i z množství drobných kamenů na povrchu pole
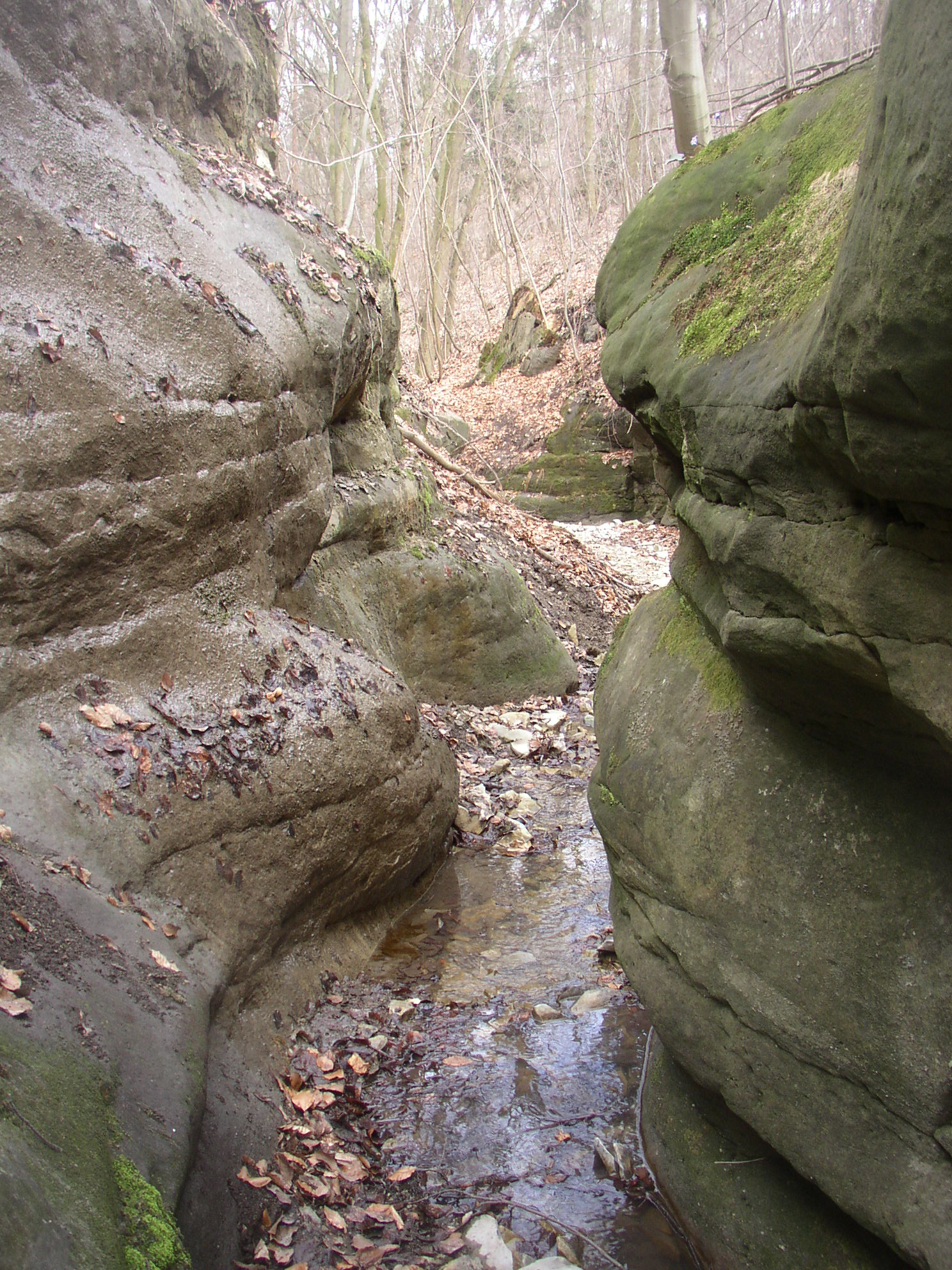
Kaňon, který voda vyhloubila v pískovcových vrstvách na dně rokle
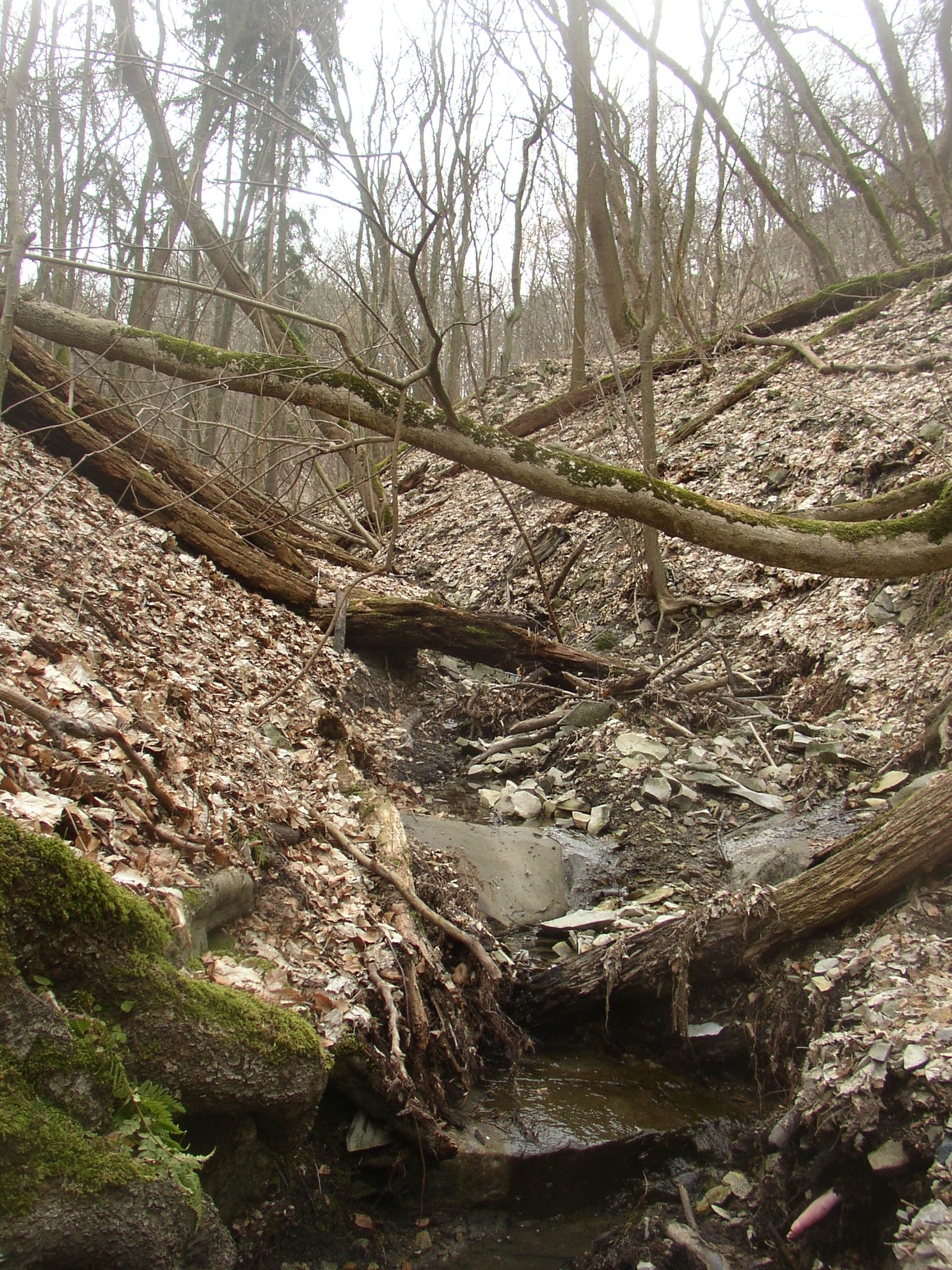
Vodoteč Svinařovského potoka poblíž závěru rokle
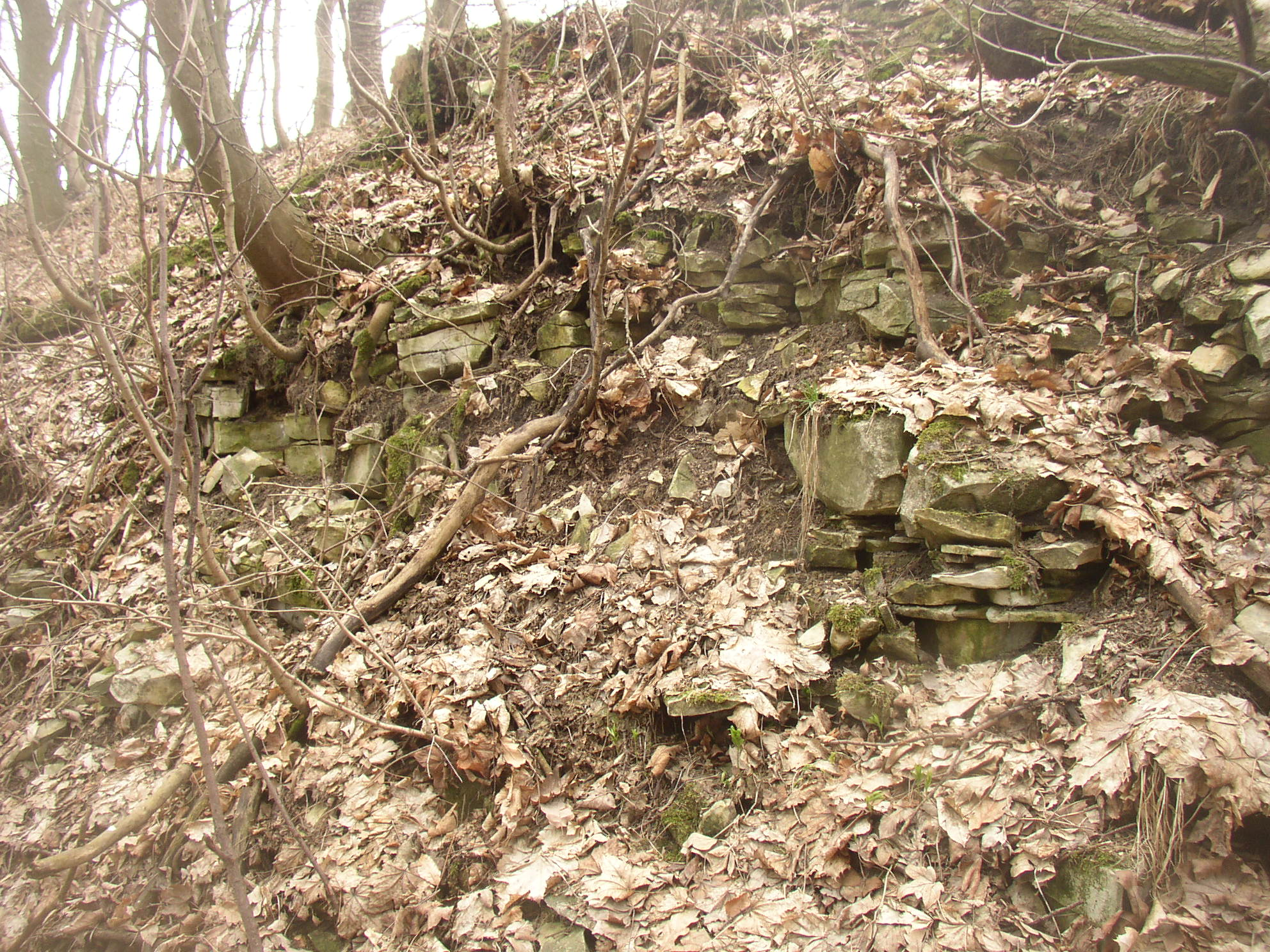
Opukové výchozy ve svazích rokle